# Orthochirus heratensis
Espèce
Orthochirus heratensis est une espèce de scorpions de la famille des Buthidae.

## Distribution
Cette espèce est endémique de la province de Hérat en Afghanistan. Elle se rencontre vers Rašíd et Bala Murghab (en).

## Description
Le mâle holotype mesure 29,8 mm et la femelle paratype 38,8 mm.

## Étymologie
Son nom d'espèce, composé de herat et du suffixe latin -ensis, « qui vit dans, qui habite », lui a été donné en référence au lieu de sa découverte, la province de Hérat.

## Publication originale
- Kovařík, 2004 : « Revision and taxonomic position of genera Afghanorthochirus Lourenço & Vachon, Baloorthochirus Kovařík, Butheolus Simon, Nanobuthus Pocock, Orthochiroides Kovařík, Pakistanorthochirus Lourenço, and Asian Orthochirus Karsch, with descriptions of twelve new species (Scorpiones, Buthidae). » Euscorpius, no 16, p. 1-32 (texte intégral).